# Antonio Destrieux
Antonio Destrieux López (Loja, Granada, 10 de agosto de 1912 - Tarragona, 17 de diciembre de 1991) es un ciclista español que corrió entre 1930 y 1945. En su palmarés destacan 2 etapas de la Vuelta en Cataluña.

## Palmarés
1935
- Vencedor de una etapa de la Vuelta a Mallorca
- 1º en el Campeonato de Barcelona

1936
- Vencedor de una etapa de la Volta a Cataluña

1943
- Vencedor de una etapa del Gran Premio Ayuntamiento de Bilbao
- Vencedor de una etapa de la Volta a Cataluña[1]

### Resultados a la Vuelta en España
- 1942. 18º de la clasificación general